# بطولة اتحاد غرب آسيا للسيدات 2019
كانت بطولة اتحاد غرب آسيا للسيدات لعام 2019 النسخة السادسة من بطولة اتحاد غرب آسيا للسيدات، وهي بطولة دولية لكرة القدم النسائية في غرب آسيا التي ينظمها اتحاد غرب آسيا لكرة القدم (WAFF). أقيمت في البحرين من 7 يناير إلى 15 يناير 2019. فاز بها الأردن للمرة الرابعة، وأصبحت البحرين أول دولة مستضيفة لا تفوز بالبطولة.

## المنتخبات

### المشاركون
شارك في البطولة خمس منتخبات.
| الدولة                   | المشاركة | أفضل أداء سابق                   | تصنيف فيفا العالمي للرجال December 2018 |
| ------------------------ | -------- | -------------------------------- | --------------------------------------- |
| الأردن                   | السادسة  | البطل (2005، 2007، 2014)         | 52                                      |
| الإمارات العربية المتحدة | الثالثة  | البطل (2010، 2011)               | 92                                      |
| فلسطين                   | الخامسة  | وصيف (2014)                      | 106                                     |
| لبنان                    | الثالثة  | المركز الثالث (2007)             | 134                                     |
| البحرين                  | الخامسة  | المركز الثالث (2010، 2011، 2014) | NR                                      |

### التشكيلات
يجب على كل منتخب تسجيل تشكيلة مكونة من 23 لاعبةً، على الأقل ثلاثة منهم يجب أن يكنَّ في مركز حارسة مرمى.

## مرحلة المجموعات
| الفريق                   | لعب | ف | ت | خ | أ.له | أ.ع | أ.ف | نقاط |
| ------------------------ | --- | - | - | - | ---- | --- | --- | ---- |
| الأردن                   | 4   | 4 | 0 | 0 | 11   | 2   | +9  | 12   |
| البحرين                  | 4   | 2 | 1 | 1 | 9    | 4   | +5  | 7    |
| لبنان                    | 4   | 2 | 0 | 2 | 8    | 6   | +2  | 6    |
| الإمارات العربية المتحدة | 4   | 0 | 2 | 2 | 2    | 7   | −5  | 2    |
| فلسطين                   | 4   | 0 | 1 | 3 | 0    | 11  | −11 | 1    |

| الأردن                                                            | 4–1        | الإمارات العربية المتحدة |
| ----------------------------------------------------------------- | ---------- | ------------------------ |
| - نوف العدوان 45' (هـ.ذ.) - راية حينا 63'، 74' - أنفال الصوفي 79' | AFC Report | - نعيمة جمعة 31'         |

| البحرين                                 | 3–2               | لبنان                                |
| --------------------------------------- | ----------------- | ------------------------------------ |
| - فيفي لايسنس 69' - حصة العيسى 78'، 81' | AFC Report Report | - حنين تميم 57' - ديما الكاستي 90+1' |

| البحرين                                                                              | 5–0               | فلسطين |
| ------------------------------------------------------------------------------------ | ----------------- | ------ |
| - ياسمين فايز 45+1' (ركل.)، 75' - حصة العيسى 56' - إيمان رمضان 73' - ليليا سبكار 79' | AFC Report Report |        |

| لبنان                                    | 2–0        | الإمارات العربية المتحدة |
| ---------------------------------------- | ---------- | ------------------------ |
| - رنا المقداد 45+2' - سميرة محمد عوض 86' | AFC Report |                          |

| الأردن                                               | 3–1        | لبنان           |
| ---------------------------------------------------- | ---------- | --------------- |
| - راية حينا 8' - أنفال الصوفي 12' - شهيناز جبرين 56' | AFC Report | - حنين تميم 58' |

| الإمارات العربية المتحدة | 0–0        | فلسطين |
| ------------------------ | ---------- | ------ |
|                          | AFC Report |        |

| الإمارات العربية المتحدة | 1–1        | البحرين          |
| ------------------------ | ---------- | ---------------- |
| - ألانود العدوان 35'     | AFC Report | - حصة العيسى 19' |

| فلسطين | 0–3        | الأردن                                 |
| ------ | ---------- | -------------------------------------- |
|        | AFC Report | - عبير النهار 16' - راية حينا 36'، 83' |

| فلسطين | 0–3        | لبنان                                              |
| ------ | ---------- | -------------------------------------------------- |
|        | AFC Report | - حنين تميم 7' - آية جردي 16' - سميرة محمد عوض 23' |

| الأردن              | 1–0        | البحرين |
| ------------------- | ---------- | ------- |
| - ستيفاني النبر 67' | AFC Report |         |

### البطل
| أبطال اتحاد غرب آسيا للسيدات 2019 |
| --------------------------------- |
| · الأردن · للمرة للمرة الرابعة    |

## الإحصائيات

### هادفات المباريات
عدد الأهداف المُسجلة  30 هدفًا  في 10 مباراة، بمتوسط 3 هدفًا في المباراة الواحدة.

### الجوائز
الحذاء الذهبي
- راية حينا[3]

الكرة الذهبية
- حصة العيسى

قفاز ذهبي
- نورى أل مازروعي[3]

## روابط خارجية
- الموقع الرسمي
- 2019 WAFF Women's Championship at مؤسسة إحصاءات وثيقة لرياضة كرة القدم
- 2019 WAFF Women's Championship at Soccerway